# 池田長康
池田 長康（いけだ ながやす、1883年（明治16年）7月24日 - 1962年（昭和37年）5月23日）は、大正から昭和期の実業家、政治家、華族。貴族院男爵議員。旧姓・千坂。

## 経歴
本籍・岡山県。内務官僚・千坂高雅の六男として生まれ、男爵・池田長準の養子となる。養父の死去に伴い、1913年（大正2年）4月10日、男爵を襲爵した。
第一高等学校を経て、1911年（明治44年）7月、京都帝国大学法科大学政治学科を卒業。同年、三井銀行に入行。以後、日本鉄工取締役、富士護謨工業取締役、山城銀行頭取、桑船銀行取締役、萩電灯取締役などを務めた。
1918年（大正7年）7月10日、貴族院男爵議員に選出され、公正会に所属して活動し1932年（昭和7年）7月9日まで2期在任した。その他、臨時大都市制度調査会委員、国有財産調査会委員、刑法改正委員などを務めた。

## 栄典
- 1914年（大正3年）6月10日 - 正五位[9]

## 著作
- 述『貴族院はどうなるか:貴族院改革試案大綱』大阪時事新報社、1940年。

## 親族
- 妻：鑅（こう、池田政樹長女）[1]

子はなく、片桐池田家継承者を欠き断絶